# Michałówek (województwo opolskie)
Michałówek (niem. Michelsdorf)– wieś w Polsce położona w województwie opolskim, w powiecie opolskim, w gminie Niemodlin.
W latach 1975–1998 miejscowość administracyjnie należała do ówczesnego województwa opolskiego.

## Historia
W XIX w. wieś posiadała własną pieczęć gminną, na której wizerunku przedstawiono  skrzyżowane grabie i kosę.